# جائحة فيروس كورونا في لاتفيا
تأكد وصول جائحة كوفيد 19 إلى لاتفيا في 2 مارس 2020.
في 13 مارس، أغلقت الحكومة جميع المؤسسات التعليمية وحظرت التجمعات الجماهيرية حتى 14 أبريل، ومددت ذلك لاحقًا حتى 12 مايو. أُلغيت العديد من الأحداث والحفلات الموسيقية وأُجِّلت إلى تواريخ أخرى. حتى 20 مارس، أُلغي 1600 حدث ثقافي وترفيهي على الأقل.

## خلفية
في 12 يناير 2020، أكدت منظمة الصحة العالمية إصابة مجموعة من سكان مدينة ووهان في مقاطعة هوبي الصينية بفيروس تاجي جديد، وهو أمر وصل إلى منظمة الصحة العالمية في 31 ديسمبر 2019.
كانت نسبة وفاة حالات كوفيد 19 أقل بكثير من السارس الذي انتشر عام 2003، ولكن كان انتقال العدوى أكبر بكثير، مع إجمالي عدد موتى مرتفع.

## الخط الزمني
في 31 يناير 2020، قامت وزارة خارجية لاتفيا بتحديث نصائح السفر الخاصة بها، ودعت المسافرين إلى عدم السفر إلى هوبي وتقييم الحاجة إلى السفر إلى الصين بشكل عام. كما أوصت جميع الأشخاص العائدين من الصين والذين عانوا من أعراض الإصابة بكوفيد 19بطلب المشورة الطبية وأخذت معلومات حول سفرهم واتصالاتهم.
في 3 فبراير، رحلت مواطنة لاتفية تعيش في ووهان على متن طائرة تابعة للحكومة الفرنسية ونُقِلَت إلى باريس، حيث عُزِلَت لمدة 14 يوم قبل السماح لها بالمغادرة إلى ريغا. في 11 فبراير، تبرعت لاتفيا بالملابس الواقية والأقنعة وأجهزة التنفس وغيرها من إمدادات الوقاية من الأوبئة ومكافحتها للصين.
في 27 فبراير، أكدت إستونيا أول حالة كوفيد 19، حيث مرض مواطن إيراني على متن حافلة من ريغا إلى تالين وطلب لنفسه سيارة إسعاف من محطة حافلات تالين. كان قد غادر أصلًا من إيران، وسافر جوًا من تركيا إلى ريغا، وقضى 2.5 ساعة على الأقل في ريغا واستخدم وسائل النقل العام. بحلول 2 مارس، خضع 114 شخص لاختبار كوفيد 19، وكانت جميع النتائج سلبية.
في 2 مارس، أكدت وزارة الصحة في لاتفيا أول حالة لكوفيد 19 في لاتفيا. كان المصاب امرأة سافرت من ميلانو إلى ريغا عبر ميونيخ. تخرجت من مركز لاتفيا للأمراض المعدية المشفى بعد تحسن حالتها وتحول نتيجة اختبارها للسلبية مع إعطاءها تعليمات تلزمها بالبقاء في عزلة ذاتية لمدة 14 يوم. وفي نفس اليوم، خصصت حكومة لاتفيا 2.6 مليون يورو إضافية لوزارة الصحة لمختلف إجراءات مكافحة تفشي الوباء. وصفت وزيرة الصحة إيلز ڤينكيل استعداد البلاد للفيروس بأنه يقدر بنحو 8 من 10.
في 8 مارس، أكد مركز لاتفيا للوقاية من الأمراض ومكافحتها إيجابية مريض آخر في لاتفيا، ليُنقَل بعدها إلى مركز الأمراض المعدية بمستشفى جامعة ريغا الشرقي السريري. كما ورد في التقرير، كانت حالة كوفيد 19 الثانية في لاتفيا امرأة عادت من منتجع للتزلج في سيرفينيا على متن رحلة طيران ميلانو- ريغا يوم السبت 7 مارس. وبحلول ذلك التاريخ، كانت السلطات اللاتفية قد اختبرت 222 شخص.
في 9 مارس، ارتفع عدد حالات كوفيد 19 المؤكدة في لاتفيا إلى ست حالات. كانت جميع هذه الحالات عائدة مؤخرًا من شمال إيطاليا. في اليوم التالي، ارتفع عدد حالات كوفيد 19 المؤكدة في لاتفيا إلى ثماني حالات، وكانت كلا الحالتان الإضافيتان عائدة من إيطاليا. منذ 29 فبراير، أُجرِي ما مجموعه 274 اختبار.
في 12 مارس، صرّح رئيس الوزراء أرتورز كريغانيس كارينش أن الحكومة أعلنت حالة الطوارئ وأنه ابتداءً من 13 مارس وحتى 14 أبريل، ستُحظَر التجمعات العامة الكبيرة التي تضم أكثر من 200 شخص، وستلجأ المدارس للتعليم عن بعد، إلى جانب وجوب اتباع توصيات السلامة الأخرى.
في 13 مارس، أعلنت الحكومة عن دعم بقيمة مليار يورو للشركات المتضررة من كوفيد 19 لتقدمها كأدوات مالية (مثل الإجازات الضريبية أو أجر الإجازة المرضية) عبر بنك ألتوم الإنمائي التابع للدولة. صرح وزير المالية يانيس رييرس أن لاتفيا في وضع مالي جيد مقارنة بالأزمة المالية لعام 2008. أوضح وزير الزراعة كاسبارز غيرهاردز أنه لا يُتوقع حدوث نقص في الغذاء وأن الإنتاج الغذائي الداخلي يمكن أن يلبي أكثر من احتياجات السكان.
دخلت قائمة تدابير الطوارئ حيز التنفيذ في 14 مارس. في 14 مارس، أعلن كارنيش أنه اعتبارًا من 17 مارس سيتوقف السفر الدولي، ولكن لن يؤثر ذلك على السفر الخاص داخل الاتحاد الأوروبي، أو عودة المواطنين أو تدفق البضائع. وكذلك، ستُحظَر الأحداث العامة المنظمة ويجب ألا تتجاوز التجمعات الأخرى 50 مشارك. في 16 مارس، نفذت شرطة ولاية لاتفيا 376 فحص وسجلت 14 حالة انتهاك لتدابير الطوارئ.
في 17 مارس، ارتفع عدد الحالات إلى 71، ومن بينهم أول طفل تُشخَّص إصابته بكوفيد 19. أفادت فينكلي وجود 120 سرير جاهز لمرضى كوفيد 19، ولكن يمكن زيادة العدد إلى 400 عن طريق إعادة التنظيم ورفع الرقم ليصل في نهاية المطاف إلى 1000 سرير كحد أقصى. تحضيرًا لاحتمال ارتفاع عدد حالات كوفيد 19، بدأت معظم المستشفيات في تقليل أو إيقاف معظم العلاجات المجدولة والعيادات الخارجية، باستثناء العمليات الحرجة.
في 19 مارس، شدد رئيس مركز الأمراض المعدية في لاتفيا بايبا روزنتال على أهمية بقاء الأشخاص العائدين من بلدان أجنبية في عزلة ذاتية وحذر من استقرار وضع كوفيد 19 في لاتفيا في الوقت الحالي مشيرًا إلى أن ذلك قد يكون الهدوء الذي يسبق العاصفة. في تمام الساعة التاسعة مساءً، حصل حدث جماعي في جميع أنحاء البلاد، حيث صفق الناس من نوافذهم وشكروا الأطباء والشرطة والمدرسين والصيادلة ومندوبي المبيعات والصحفيين وكل من يعمل خلال وباء.
في 20 مارس / آذار، كشف نائب البرلمان المستقل آرتوس كايمينس على تويتر إيجابية اختباره لكوفيد 19، واعتذر لكل شخص قابله يومي 15 و16 مارس وحثهم على إجراء الاختبار. بعد ذلك، خضع أعضاء البرلمان والوزراء الآخرون الذين كانوا على اتصال بكايمينس للاختبار.
في 25 مارس، تأكدت 24 حالة إضافية لكوفيد 19، ليرتفع المجموع إلى 221. كان من بين المصابين جندي من الناتو يخدم في لاتفيا. أبلغ مدير قسم الوقاية من الأمراض المعدية في قسم الوقاية من الأمراض والسيطرة عليها، جوريس بيريفوشيكوفس، عن المرضى الأوائل الذين يعانون من كوفيد 19 دون امتلاك أي روابط وبائية واضحة مع حالات مصابة أو قصة سفر لخارج البلاد، مشيرًا إلى بدء انتقال كوفيد 19 داخل لاتفيا. كان 25 مارس هو اليوم الذي فتحت فيه المكتبة الوطنية في لاتفيا إمكانية الوصول عبر الإنترنت إلى أرشيف الصحف والمجلات الخاصة بهم حتى 14 أبريل.
في 29 مارس / آذار، اعتمدت الحكومة لوائح أكثر صرامة. قبل كل شيء، يجب على جميع الأشخاص الحفاظ على مسافة 2 متر والانتباه إلى تدابير السلامة الوبائية في المناسبات الخاصة والعامة، وكذلك خلال الأنشطة العامة الداخلية والخارجية. يُعطى الاستثناء لنوعين من الأشخاص، الأشخاص الذين يعيشون في نفس الأسرة أو الوالدين وأطفالهم القصر إذا كانوا لا يعيشون في نفس الأسرة. تحظر القيود الجديدة جميع الترتيبات الخاصة (باستثناء الجنازات) والمناسبات العامة والاجتماعات والمواكب والاعتصامات والرياضات الداخلية والأنشطة الدينية. لا يزال يُسمح لأماكن التجارة والمطاعم العامة باستيعاب الأشخاص مع الحفاظ على مسافة 2 متر ومراعاة إجراءات السلامة. إضافةً إلى ذلك، اعتُمِدَت العديد من الأشياء الأخرى، مثل إعطاء الأولوية لتوريد الأدوات الطبية للأغراض الوطنية أو حق الحكومة في طلب المعلومات من مشغلي الاتصالات الإلكترونية لأشخاص محددين بهدف التحقيقات الوبائية.
ذكر البروفيسور أوغا دومبيس من مستشفى بولس سترادينز الجامعي السريري أن غالبية الحالات كانت قد عادت من الخارج، وأن الحالات الجديدة التي لا صلة لها بمرضى آخرين مقلقة، ولكن عدد هذه الحالات لا يزال منخفضًا جدًا وأن العدوى مسيطر عليها لغاية الآن. لم يؤيد دومبيس إجراءات تقييدية إضافية موضحًا أن هذا سيؤدي إلى عواقب نفسية واجتماعية خطيرة كما سيؤدي إلى تفاقم أمراض أخرى وأن احتواء انتشار المرض يتطلب التزام غالبية المجتمع بالقيود الحالية. قام الطاقم الطبي في مستشفى سترادينز بعمل فيديو يحث العامة على تبني موقف مسؤول اجتماعيًا والبقاء في المنزل خلال الفترة الراهنة.
في 7 أبريل، قرر مجلس الوزراء تمديد حالة الطوارئ لمدة شهر آخر حتى 12 مايو مع تطبيق نفس القيود.
في 7 مايو، مدد مجلس الوزراء حالة الطوارئ حتى 9 يونيو، لكنه خفف بعض القيود. وتجدر الإشارة إلى أنه بدءًا من 12 مايو، سيصبح التجمع في الهواء الطلق مسموح إلى ما يصل حتى 3 ساعات لنحو 25 شخص مع مراعاة التباعد الاجتماعي وتوفير المطهرات. مع ذلك، لا تزال تغطية الفم والأنف في وسائل النقل العام أمرًا واجبًا. واعتبارًا من هذا التاريخ، أصبح السفر والسياحة داخل دول البلطيق الثلاث مسموحًا.